# Borszcziw (obwód żytomierski)
Borszcziw (ukr. Борщів) – wieś na Ukrainie, w obwodzie żytomierskim, w rejonie radomyskim, siedziba administracyjna rady wiejskiej. W 2024 roku liczyła 679 mieszkańców. 
Miejscowość leży nad rzeką Koroboczką. Została założona w 1606 roku.
Według danych z 2001 roku 99,6% mieszkańców jako język ojczysty wskazało ukraiński, 0,3% – rosyjski, 0,1% – białoruski.